# الرویس (امارات متحده عربی)
الرویس (به عربی: الرویس) یک منطقهٔ مسکونی در امارات متحده عربی است که در ابوظبی (امارت) واقع شده‌است.